# Edificio España
L'Edificio España è un grattacielo di Madrid che si affaccia sulla Plaza de España e, con i suoi 25 piani e 117 metri di altezza, è l'ottavo edificio più alto della capitale spagnola.
Situato sulla Plaza de España, alla fine della Gran Vía, forma con il vicino grattacielo Torre de Madrid, uno dei poli architettonici più importanti della città.
L'edificio progettato come struttura polifunzionale ospitava fino al 2006 l'Hotel Crowne Plaza, un centro commerciale, appartamenti e uffici mentre attualmente ospita l'hotel Riu Plaza España.

## Storia

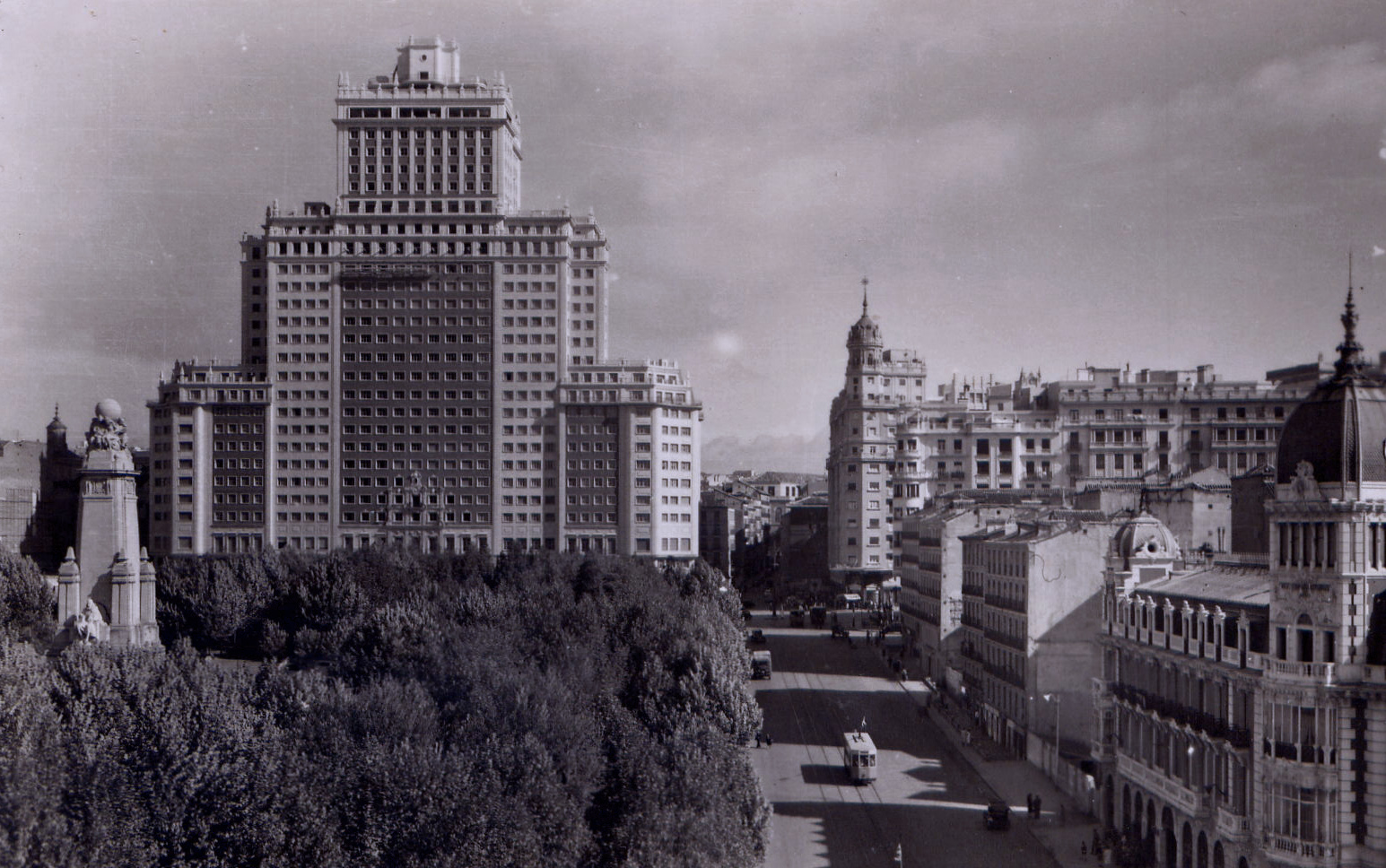
Veduta dell'edificio España negli anni cinquanta.

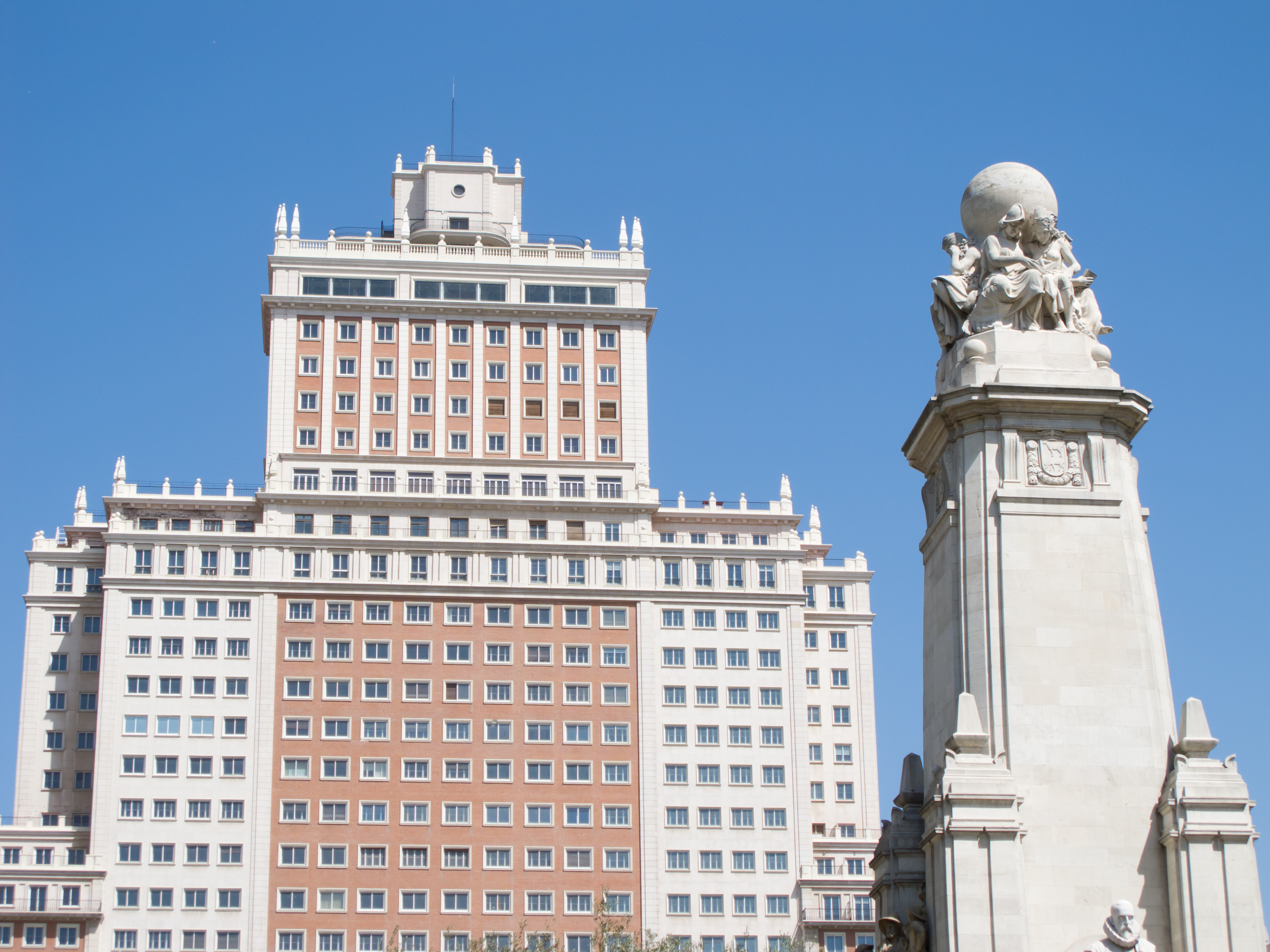
L'Edificio España dietro al monumento a Miguel de Cervantes sulla Plaza de España.

La costruzione dell'edificio ebbe inizio nel 1948 a cura della Compañía Inmobiliaria Metropolitana (proprietà degli Otamendi). Fu terminata nel 1953 in stile neobarocco, opera degli architetti José María (ingegnere che calcolò la struttura di cemento) e Julián Otamendi (progetto delle piante e del portale barocco della facciata principale). Presenta una silhouette a gradoni di quattro altezze diverse.
Il 28 aprile 2005 fu posto in vendita dall'immobiliare Metrovacesa insieme con la Torre de Madrid, per finanziare parte dell'acquisizione della compagnia francese Gecina, per un prezzo totale di 389 milioni di euro. Nel mese di giugno, Santander Real Estate, attraverso il suo Fondo de Inversión Inmobiliaria, acquistò il 50% dell'edificio per 138,6 milioni di euro e fu firmato un compromesso di compravendita allo stesso prezzo del 50% restante, la parte in cui era ospitato l'hotel. L'operazione fu completata agli inizi di dicembre dello stesso anno.